# 3-я парашютная дивизия (вермахт)
3-я парашютная дивизия (нем. 3. Fallschirm-Jäger-Division) — боевое тактическое соединение люфтваффе. Дивизия была создана в октябре 1943 года во Франции.

## Боевой путь дивизии
С октября 1943 года — формировалась во Франции (в районе Реймса).
С июня 1944 года — бои в Нормандии против высадившихся американо-британских войск (районе Сен-Ло, Шамбуа, Руана).
Осенью 1944 — отступила в Германию. В ноябре — бои в районе Арнема, в декабре — участвовала в Арденнском наступлении.
В 1945 году — бои на территории Германии (в районе Ремагена). В апреле 1945 — уничтожена американскими войсками в Рурском котле.

## Состав дивизии
- 5-й парашютный полк (Fallschirm-Jäger-Regiment 5)
- 8-й парашютный полк (Fallschirm-Jäger-Regiment 8)
- 9-й парашютный полк (Fallschirm-Jäger-Regiment 9)
- 3-й артиллерийский полк (Fallschirm-Artillerie-Regiment 3)
- 3-й противотанковый батальон (Fallschirm-Panzer-Jäger-Abteilung 3)
- 3-й миномётный батальон (Fallschirm-Granatwerfer-Bataillon 3)
- 3-й зенитный батальон (Fallschirm-Flak-Abteilung 3)
- 3-й инженерный батальон (Fallschirm-Pionier-Bataillon 3)
- 3-й батальон связи (Fallschirm-Luftnachrichten-Abteilung 3)
- 3-й запасный батальон (Fallschirm-Feldersatz-Bataillon 3)
- 3-й санитарный батальон (Fallschirm-Sanitäts-Abteilung 3)

## Командиры дивизии
- 13 сентября 1943 — 14 февраля 1944 — генерал-майор Вальтер Барентин (Walter Barenthin)
- 17 февраля 1944 — 20 августа 1944 — генерал-лейтенант Рихард Шимпф (Richard Schimpf)
- 20 — 22 августа 1944 — врио командира дивизии генерал Ойген Майндль (Eugen Meindl)
- 22 августа 1944 — 5 января 1945 — генерал-майор Вальтер Ваден (Walter Wadehn)
- 6 января 1945 — 1 марта 1945 — генерал-лейтенант Рихард Шимпф
- 1 — 8 марта 1945 — полковник Хельмут фон Хоффман (Helmut von Hoffmann)
- 8 марта 1945 — 8 апреля 1945 — полковник Карл-Хайнц Беккер (Karl-Heinz Becker)
- 8 — 16 апреля 1945 — полковник Хуммель (Hummel)